# Rubén Hernández Arcadia
Rubén Hernández (Santa María del Oro, Nayarit; 27 de julio de 2002) es un futbolista mexicano, juega como delantero y su equipo actual es el Ethnikos Achnas FC de la Primera División de Chipre.

## Trayectoria
Empezó jugando en 2019 en la categoría sub-17 de los Xolos de Tijuana. En 2020 estuvo 6 meses en las fuerzas básicas del Querétaro Fútbol Club teniendo actividad en la categoría sub-17 y sub-20. Después regresa a la categoría sub-20 de los Xolos de Tijuana. En 2022 salió a la banca en varios partidos del primer equipo pero no logró debutar en Liga MX.

### Dorados de Sinaloa
Para el 2023 llegaría a Dorados debutando en Liga de Expansión el 17 de enero de 2023 siendo titular en una derrota contra Cancún FC por 1-2, donde anotó el gol de su equipo y salió de cambio al minuto 37.

### Club Tijuana
Regresaría con el equipo fronterizo para el 2024.

### Ethnikos Achnas
Para agosto de 2024, se haría oficial su llegada al equipo chipriota.

## Estadísticas
Actualizado al último partido jugado el 15 de diciembre de 2024.
| Dorados · México                    | 2.ª           | 2022-23       | 15 | 2 | ― | ― | ― | ― | 15 | 2 |
| Dorados · México                    | 2.ª           | 2023-24       | 11 | 4 | ― | ― | ― | ― | 11 | 4 |
| Dorados · México                    | Total club    | Total club    | 26 | 6 | 0 | 0 | 0 | 0 | 26 | 6 |
| Ethnikos Achnas Chipre              | 1.ª           | 2024-25       | 7  | 0 | ― | ― | ― | ― | 7  | 0 |
| Ethnikos Achnas Chipre              | Total club    | Total club    | 7  | 0 | 0 | 0 | 0 | 0 | 7  | 0 |
| Total carrera                       | Total carrera | Total carrera | 33 | 6 | 0 | 0 | 0 | 0 | 33 | 6 |
| (1)Incluye datos de la Copa México. |               |               |    |   |   |   |   |   |    |   |